# Ipomoea noemana
Ipomoea noemana este o specie de plante din familia Convolvulaceae, endemică în Peru.
Este una dintre cele 10 specii selectate de botaniștii de la Grădina Botanică Regală din Kew dintre speciile descrise în 2020.

## Etimologie
Epitetul specific noemana aduce un omagiu lui Noema Cano Flores, filantrop care a contribuit financiar la studiul diversității plantelor de pe versanții estici ai regiunii Áncash.

## Descriere
Florile sunt roz, iar planta produce tuberculi purpurii cu diametrul de 10 cm.

## Răspândire
Ipomoea noemana este endemică în Peru. Tipul nomenclatural a fost colectat în regiunea Áncash.

## Habitat
Ipomoea noemana crește printre cactuși la o altitudine de 2.300 m.

## Utilizarea alimentară
Tuberculii pot fi consumați cruzi.
Deși descrierea sa științifică nu a fost realizată până în 2020, această plantă era cunoscută de mult timp de comunitățile locale din Anzii înalți din Peru ca „yura”.
Calitatea sa nutrițională nu a fost încă analizată, dar Ipomoea noemana poate avea potențial ca o nouă plantă alimentară.